# 横島浩
横島 浩（よこしま ひろし、1961年6月28日（63歳） - ）は、日本の現代音楽の作曲家、ピアニスト。長野県出身。
息子にNHK交響楽団第2ヴァイオリン次席の横島礼理がいる。

## 来歴
武蔵野音楽大学大学院修了。池本武、竹内邦光、田辺恒弥に作曲を学ぶ。
1988年「C.P.E.タイムス」で第5回日本現代音楽協会新人賞入選。1989年、『モードへのオードII』で第58回日本音楽コンクールに入選。1990年には、「インヴァッディオン」で 第7回日本現代音楽協会新人賞入選。
2005年、『グラーヴェより遅く』で2005年に第74回日本音楽コンクール作曲部門第1位受賞および明治安田賞受賞。
2011年、2015年に作曲個展を開催。音楽雑誌等に評論を展開している。
現在、福島大学准教授、武蔵野音楽大学非常勤講師。

## 主な作品
- 「情愛のない性格」（管弦楽）
- 「チープ・トリック」（ギター独奏）
- 「月下」（声、大正琴、打楽器）
- 「二局」（室内アンサンブル）